# Letestua durissima
Letestua es un género monotípico de plantas fanerógamas  perteneciente a la familia de las sapotáceas. Su única especie Letestua durissima, es originaria de Gabón.

## Taxonomía
Letestua durissima fue descrita por (A.Chev.) Lecomte y publicado en Notulae Systematicae. Herbier du Museum de Paris 4: 5. 1920.
Sinonimia
- Letestua floribunda Lecomte
- Pierreodendron durissimum A.Chev.	basónimo[4]